# Erik Dammann
Erik Dammann, född 9 maj 1931 i Oslo, död 21 juni 2025, var en norsk författare och samhällskritiker.
Dammann formulerade 1972 tankar om en solidarisk livsstil och rättvis fördelning av världens resurser i sin bok Fremtiden i våre hender. På initiativ av Damman anordnades 1974 ett möte utanför Oslo där bland andra Arne Næss och Georg Borgström höll föredrag. Mötet blev upptakten till grundandet av den norska solidaritetsrörelsen Fremtiden i våre hender - en rörelse för en rättvis fördelning av världens resurser och en solidarisk livsstil. 
Rörelsen ger ut medlemsbladet Ny Livsstil. Rörelsen finns även i Sverige och kallas Framtiden i våra händer.